# Cymatophoropsis heurippa
Cymatophoropsis heurippa är en fjärilsart som beskrevs av Druce 1889. Cymatophoropsis heurippa ingår i släktet Cymatophoropsis och familjen nattflyn. Inga underarter finns listade i Catalogue of Life.